# Mérifons
Mérifons – miejscowość i gmina we Francji, w regionie Oksytania, w departamencie Hérault.
Według danych na rok 1990 gminę zamieszkiwało 29 osób, a gęstość zaludnienia wynosiła 4 osoby/km² (wśród 1545 gmin Langwedocji-Roussillon Mérifons plasuje się na 871. miejscu pod względem liczby ludności, natomiast pod względem powierzchni na miejscu 888.).